# Rutherford-féle atommodell
Ernest Rutherford 1911-ben dolgozta ki atommodelljét, miután az ugyancsak róla elnevezett kísérlettel (más néven: Geiger–Marsden-kísérlet) bebizonyította a Thomson-féle atommodell tarthatatlanságát; kimutatta, hogy az atom tömegének túlnyomó része az atom által elfoglalt térrész egy piciny töredékében, az atommagban összpontosul.
Rutherford modelljében a negatív töltésű elektronok meghatározatlan módon keringenek az atommag körül, és a pozitív töltésű atommag elektrosztatikus vonzereje gátolja meg elszakadásukat.
A modell, bár forradalmian új volt és sikeresen magyarázta az elektronok szóródását, illetve visszaverődését, több, abban az időben már ismert kérdésre nem tudott megfelelő választ adni:
- az atommag elektromos vonzereje ugyan képes lehetett arra, hogy egy elektront pályán tartson maga körül, ez több elektronnal nem sikerülhetett volna, mivel azok kölcsönös taszításának szét kellett volna szakítania az atomot;
- nem magyarázta meg, miért sugároznak ki, illetve nyelnek el elektromágneses sugárzást (fényt) az elemek kizárólag a rájuk jellemző hullámhosszakon;
- a mag körül keringő elektron(ok)nak a körpályán fényt kisugározva folyamatosan energiát kellett volna veszíteniük és végül a magba kellett volna zuhanniuk.

Az elképzelés hiányosságait még 1911-ben felismerte Niels Bohr, aki egyúttal arra is rájött, hogy a felsorolt problémák a klasszikus fizika keretein belül nem oldható meg. Három összefüggő, 1913-ban publikált dolgozatában (Az atomok és molekulák szerkezetéről) a kvantummechanika frissen felismert szabályszerűségeit felhasználva hozta létre a róla elnevezett atommodellt, ami ezután hosszú ideig érvényes maradt.